# Lissonota bipartita
Lissonota bipartita är en stekelart som beskrevs av Costa 1886. Lissonota bipartita ingår i släktet Lissonota och familjen brokparasitsteklar. Inga underarter finns listade i Catalogue of Life.